# Општина Гогошари (Ђурђу)
Гогошари (рум. Gogoşari) општина је у Румунији у округу Ђурђу.
Oпштина се налази на надморској висини од 75 m.